# Maria Walczyńska-Rechmal
Maria Walczyńska-Rechmal (ur. 20 sierpnia 1946 w Kluczborku) – polska polityk, lekarka, posłanka na Sejm II i III kadencji.

## Życiorys
Ukończyła w 1970 studia na Wydziale Lekarskim Pomorskiej Akademii Medycznej w Szczecinie, specjalizowała się w psychiatrii. Objęła funkcję dyrektora domu pomocy społecznej w Gorzowie Wielkopolskim.
Sprawowała mandat posła II i (od 2000) III kadencji, wybieranego w okręgu gorzowskim z listy Sojuszu Lewicy Demokratycznej. W II kadencji zasiadała w kole poselskim Polskiej Partii Socjalistycznej, przystąpiła także do tej partii. Bez powodzenia ubiegała się w 1997 o poselską reelekcję z listy SLD, a w 2006 o mandat radnej miasta z komitetu wyborczego urzędującego prezydenta Tadeusza Jędrzejczaka. Została w międzyczasie członkinią SLD. W 2024 wystartowała do Sejmiku Województwa Lubuskiego z ramienia Stowarzyszenia Lewicy Demokratycznej.